# Cañonero

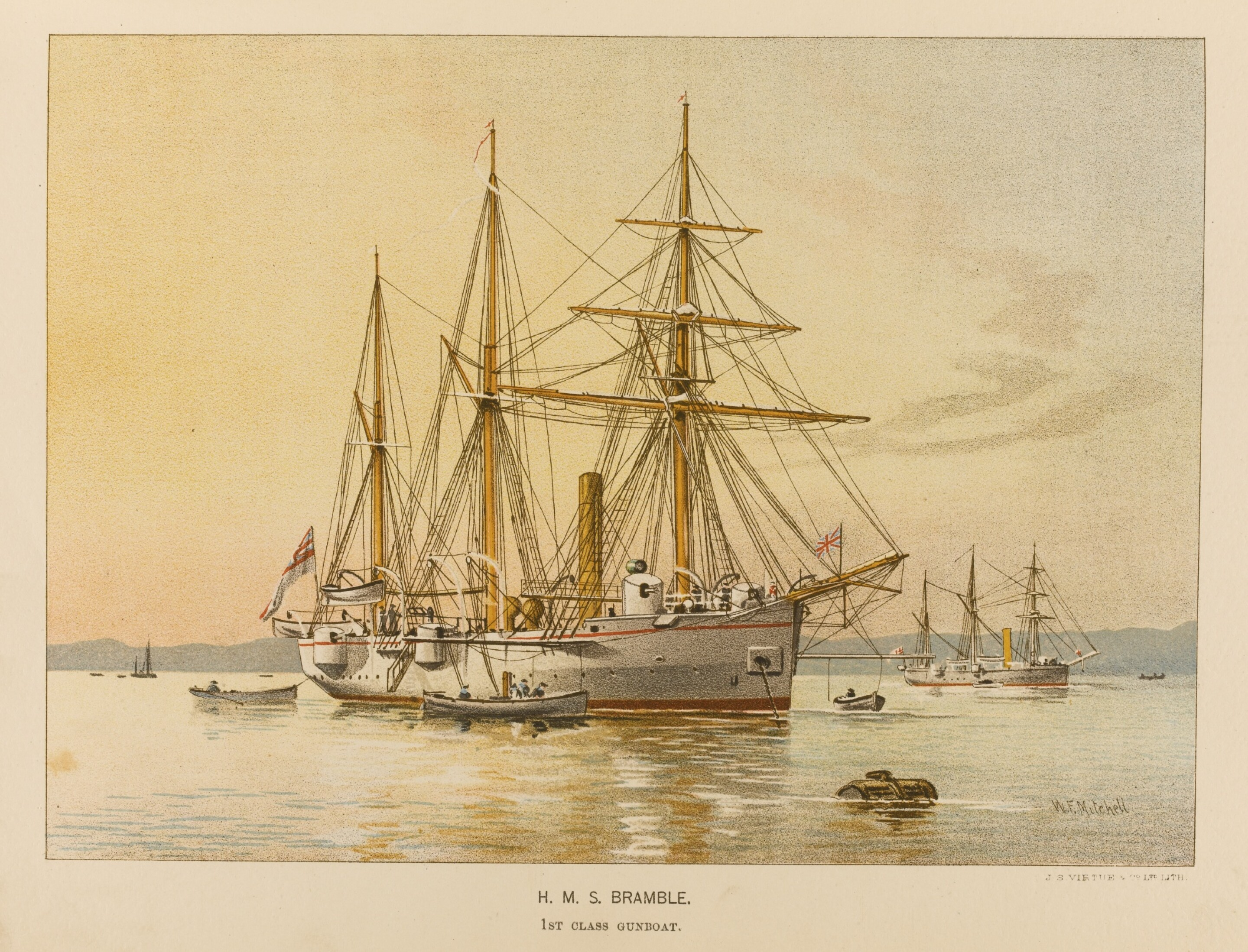
Cañonero HMS Bramble, construido para la Royal Navy en 1886.

El cañonero es un buque de guerra de pequeño tamaño, armado con uno o más cañones. El término es algo amplio, y la connotación generalmente ha cambiado con el curso de los años.
Durante la Segunda Guerra Mundial, el cañonero era para la Royal Navy un buque idéntico a los buques torpederos pero equipado de ametralladoras y cañones más grandes de hasta 57 mm para la defensa contra los barcos enemigos. 
Después de la Segunda Guerra Mundial, el término "cañonero motorizado" vino a ser utilizado para buques más pequeños, con desplazamientos en torno a las 500 toneladas. Los cañoneros fluviales estadounidenses de la guerra de Vietnam eran conocidos como la "Armada de aguas marrones". Los cañoneros aún se construyen y se usan en todo el mundo; no obstante, se están empleando principalmente en funciones de guardacostas y patrulleros. 

## Historia

### Era de la navegación a vela
En la época de la navegación a vela, un cañonero era un pequeño buque generalmente de cubierta corrida que llevaba un solo cañón de ánima lisa en la proa, o apenas dos o tres cañones. Un cañonero podría llevar uno o dos mástiles, o ser propulsados únicamente a remo, pero la versión con un solo mástil y de 15 m de eslora era la más común. Algunos tipos de cañoneros iban armados con dos cañones, o bien montaban un número de pedreros en los pasamanos. 
Las ventajas sobre este tipo de cañonero eran que en el de un solo cañón, este podía ser más pesado (por ejemplo, uno de 32 libras) y que el barco podía maniobrar en aguas poco profundas, donde resultaba difícil la navegación para naves más grandes. También se podía construir rápidamente y a bajo costo, por lo cual las fuerzas navales favorecían las tácticas de ataque en masa: una sola andanada de una fragata destrozaría a un cañonero, pero una fragata hostigada por media docena de cañoneros en aguas costeras probablemente quedaría dañada de seriedad antes de que pudiera hundirlos a todos. Por ejemplo, en la batalla de Alvøen (1808) durante la guerra de los cañoneros de 1807-1814, cinco cañoneros noruego-daneses derrotaron a la fragata británica HMS Tartar. Los cañoneros empleados en la batalla de la isla de Valcour (1776) en el lago Champlain durante la guerra de independencia de los Estados Unidos fueron mayormente construidos en las orillas de este, demostrando su rapidez de construcción.

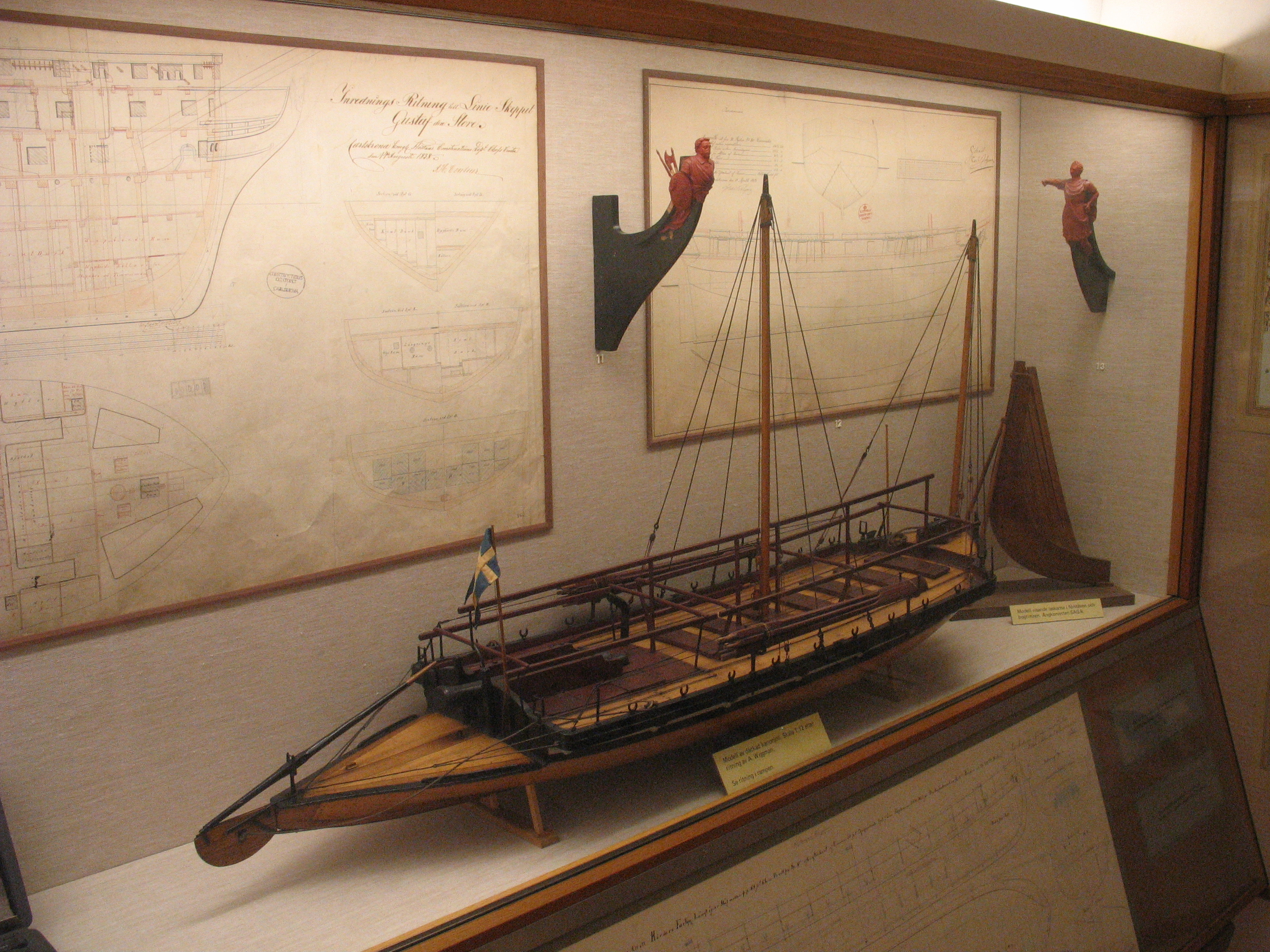
Maqueta de una "yola artillada" diseñada por Fredrik Henrik af Chapman y empleada por la Flota del archipiélago sueca.

El almirante español Antonio Barceló, con experiencia en el empleo de pequeños navíos en los enfrentamientos contra los piratas berberiscos, desarrolló en 1781 un nuevo tipo de navío blindado y equipado con piezas de artillería de largo alcance: la cañonera. Este navío seguía el principio de fuerzas sutiles de la Armada española, que ponía énfasis en el empleo de navíos dotados de una gran potencia artillera, pero cuyas dimensiones los hacían difíciles de ser acertados por la artillería enemiga. Sus cañoneras fueron empleadas con éxito en el fallido Gran Sitio de Gibraltar, siendo después adoptadas por la Armada.
Todas las armadas de la época de la navegación a vela tenían una buena cantidad de cañoneros entre sus filas. Estos fueron ampliamente utilizados en el mar Báltico a fines del siglo XVIII, ya que eran muy adecuados para operar entre los extensos escollos costeros y archipiélagos de Suecia, Finlandia y Rusia. En particular, la rivalidad entre Suecia y Rusia llevó a una intensa expansión de las flotas de cañoneros y al desarrollo de nuevos modelos. Los dos países se enfrentaron durante la guerra ruso-sueca de 1788-1790, un conflicto que terminó en la masiva batalla de Svensksund, en la cual participaron más de 30.000 hombres y cientos de cañoneros, galeras y otras embarcaciones propulsadas por remos. La mayoría de estos navíos habían sido desarrollados desde la década de 1770 en adelante por el arquitecto naval Fredrik Henrik af Chapman para la flota del archipiélago sueca. Los diseños, copiados y refinados por las armadas rivales de Dinamarca y Rusia, se esparcieron al mar Mediterráneo y al mar Negro.
Dos variantes eran las más comunes:
- un "sloop artillado" (kanonslup, en sueco) de 20 m de eslora y armado con dos cañones de 24 libras, uno en la popa y otro en la proa.
- una "yola artillada" (kanonjolle, en sueco) de 15 m de eslora y armada con un cañón de 24 libras.

Muchas de las armadas bálticas mantuvieron sus cañoneros en servicio hasta bien entrada la segunda mitad del siglo XIX. Durante la guerra de Crimea, los navíos británicos se enfrentaron a cañoneros rusos de 22 m de eslora cerca de Turku en el sureste de Finlandia en 1854. Los navíos rusos tienen la distinción de haber sido los últimos navíos de guerra propulsados por remos que entablaron combate.
Los cañoneros jugaron un papel clave en el plan de Napoleón Bonaparte para invadir Inglaterra en 1804. El Reino de Dinamarca y Noruega los utilizó ampliamente en la guerra de los cañoneros. Entre 1803 y 1812, la Armada de los Estados Unidos tenía una política de basar su fuerza en cañoneros costeros, experimentando con diversos diseños. El presidente Thomas Jefferson (1801-1809) y su Partido Demócrata-Republicano se oponían a una armada fuerte, considerando adecuados a los cañoneros para defender los puertos mayores de los Estados Unidos. Estos demostraron ser ineficaces ante el bloqueo naval británico durante la guerra de 1812.

### Era de la navegación a vapor

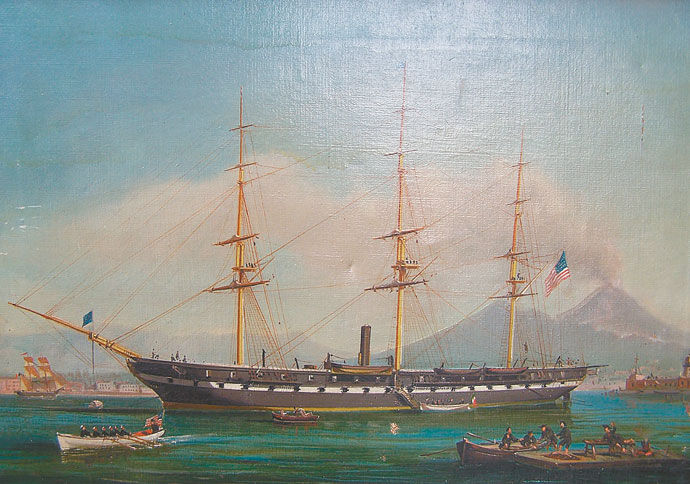
El cañonero de hélice USS Alliance, hacia 1880.

Con la introducción de la máquina de vapor a inicios del siglo XIX, la Royal Navy y otras armadas construyeron una cantidad considerable de pequeños buques propulsados por ruedas de paletas laterales y después por hélices. Al inicio, estos navíos conservaban sus aparejos de vela y solamente empleaban la máquina de vapor como propulsión auxiliar.
La Royal Navy desplegó dos cañoneros de ruedas con casco de madera en los bajos Grandes Lagos y el río San Lorenzo durante las rebeliones de 1837 en el Alto y Bajo Canadá. En 1844, la Armada de los Estados Unidos desplegó en los Grandes Lagos un cañonero de ruedas con casco de hierro, el USS Michigan.
El Von der Tann fue el primer cañonero propulsado por hélice del mundo. Los Astilleros Conradi de Kiel construyeron el cañonero de vapor de 120 t en 1849 para la pequeña armada de Schleswig-Holstein. Inicialmente llamado Cañonero Nº 1, el Von der Tann era el más moderno buque de la armada. Participó con éxito en la primera guerra de Schleswig (1848-1851).
Inglaterra construyó un gran número de cañoneros de hélice con casco de madera durante la década de 1850, algunos de los cuales participaron en la guerra de Crimea (1853-1856), la segunda guerra del Opio (1856-1860) y la Rebelión de la India (1857-1859). El requisito de los cañoneros en la guerra de Crimera fue planteado en 1854, a fin de permitirle a la Royal Navy bombardear puertos y bases navales en el Báltico. Los primeros buques construidos para la Royal Navy según este requisito fueron los cañoneros Clase Arrow. Pero a mediados de 1854, la Royal Navy ordenó seis cañoneros Clase Gleaner, seguidos en ese mismo año por veinte cañoneros Clase Dapper. En mayo de 1855, la Royal Navy desplegó seis cañoneros Clase Dapper en el mar de Azov, donde repetidamente atacaron y destruyeron los depósitos de los puertos en sus costas. En junio de 1855, la Royal Navy reingresó al mar Báltico con un total de 18 cañoneros como parte de una flota más grande. Los cañoneros atacaron varios puertos y bases navales, operando junto a buques de guerra británicos más grandes que los reabastecían con carbón y otros pertrechos.

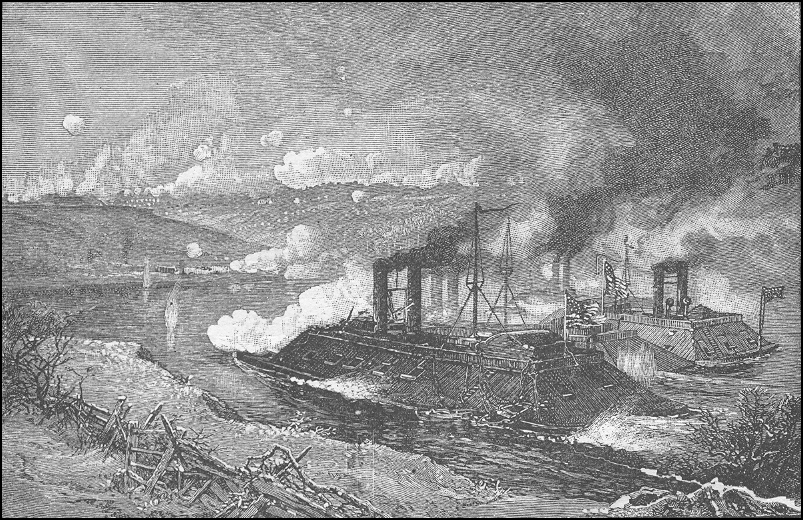
Cañoneros fluviales blindados de la Unión bombardeando a las tropas Confederadas en Fort Donelson en febrero de 1862, durante la guerra de Secesión.

Los cañoneros experimentaron un renacimiento durante la guerra de Secesión (1861-1865). Las fuerzas de la Unión y la Confederación rápidamente convirtieron a los vapores de ruedas de pasajeros en vapores de ruedas armados. Más tarde, entraron en servicio buques de guerra con ruedas de paletas, como el USS Miami. Frecuentemente iban armados con 12 o más cañones, a veces de calibres bastante grandes, y en general tenían cierto blindaje. Al mismo tiempo, los cañoneros británicos de la época de la guerra de Crimea empezaban a ser obsoletos,[cita requerida] por lo que se ordenó una nueva serie de clases. La construcción pasó del casco de madera a un casco compuesto por planchas de hierro y tablones de madera de teca.

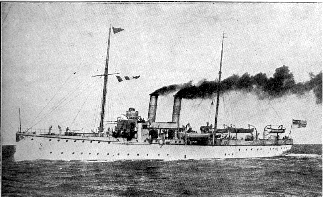
El SMS Panther, un cañonero diplomático en la Crisis de Agadir de 1911.

A fines del siglo XIX e inicios del siglo XX, "cañonero" era el nombre común para pequeños navíos armados. Estos podían clasificarse, desde el más pequeño hasta el más grande, en cañoneros fluviales, monitores fluviales, cañoneros de defensa costera (tales como el SMS Panther) y monitores para bombardeos costeros. En las décadas de 1870 y 1880, Inglaterra empezó a construir los buques llamados "cañonero plancha" para defensa costera. Cuando tenían escasas oportunidades de reabastecerse con carbón, los buques que todavía conservaban sus aparejos de vela siguieron siendo empleados como cañoneros; el HMS Gannet, un sloop conservado en el Muelle Histórico de Chatham, Reino Unido, ejemplifica este tipo de cañonero.
En la Armada de los Estados Unidos, estos barcos llevaban el símbolo de clasificación de casco "PG", el cual indicaba que eran designados como "cañoneros de patrulla" (patrol gunboats, en inglés). Generalmente tenían un desplazamiento menor a 2.000 t, unos 61 m de eslora, un calado de 3 m a 4,6 m y a veces mucho menor, además de llevar varios cañones de calibres entre 130 mm y 150 mm. Una importante característica de estos buques era su capacidad de operar en ríos, permitiéndoles alcanzar objetivos tierra adentro que de otra forma no era posible antes del desarrollo del aeroplano. En este periodo, las potencias navales utilizaban los cañoneros para operaciones policiales en sus colonias o en países más débiles, por ejemplo en China (véase por ejemplo Patrulla del Yangtsé). Esta categoría de cañonero fue la inspiración del término "diplomacia de cañonero". Con la adición de tubos lanzatorpedos, se convirtieron en cañoneros-torpederos, siendo designados por el símbolo de clasificación de casco "PTG" (Patrol Torpedo Gunboat, en inglés).
En Inglaterra, las reformas llevadas a cabo por el almirante Fisher en la década de 1900 enviaron al desguace a la mayor parte de los cañoneros de la flota. Un puñado de cañoneros siguieron en servicio realizando diversos papeles al inicio de la Primera Guerra Mundial en 1914. Los últimos cañoneros en servicio activo eran dos de la segunda Clase Bramble, que sobrevivieron hasta 1926, realizando patrullas fluviales en África Occidental.

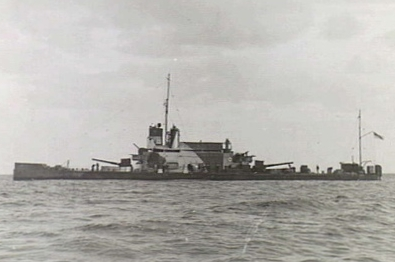
El cañonero Clase Insect HMS Ladybird (con los cañones de gran calibre instalados en 1939).

Sin embargo, durante la Primera Guerra Mundial la Royal Navy fue reequipada con pequeños cañoneros de 635 t y escaso calado (12 Clase Insect), con suficiente velocidad para operar en ríos de corriente rápida y un armamento bastante pesado. Durante la guerra y en el periodo de entreguerras, fueron desplegados en Rumania en el Danubio, en Mesopotamia en el Éufrates y el Tigris, en el norte de Rusia en el Dviná Septentrional, y en China en el Yangtsé. En China, durante los episodios de anarquía y guerra civil, siguieron protegiendo los intereses británicos hasta la Segunda Guerra Mundial; otras potencias occidentales actuaron del mismo modo.
A fines de la década de 1930 se construyeron más cañoneros de mayor tamaño para servir en el Lejano Oriente. Algunos navegaron hacia allá; otros fueron transportados en secciones y reensamblados en Shanghái.    

### Segunda Guerra Mundial

#### Reino Unido
La mayoría de cañoneros británicos inicialmente tenían sus bases en Asia Oriental. Cuando estalló la guerra con Japón, muchos de estos buques se retiraron al océano Índico. Otros fueron entregados a la Armada de la República de China (como el HMS Sandpiper, que fue rebautizado Ying Hao) y algunos fueron capturados por los japoneses.
Algunos fueron redesplegados más tarde en el Frente del Mediterráneo y apoyaron las operaciones de desembarco durante la Campaña del norte de África, así como en algunas áreas de Europa meridional.

#### Estados Unidos
A fines de 1941, los cañoneros de la Patrulla del Yangtsé de la Armada de los Estados Unidos con bases en China se retiraron a las Filipinas o fueron hundidos por sus propios tripulantes. Después de la derrota estadounidense en Filipinas, la mayoría de los buques sobrevivientes fueron hundidos por sus propios tripulantes. Sin embargo, el USS Asheville sobrevivió hasta su hundimiento en combate durante la Batalla de Java en 1942.

#### Unión Soviética

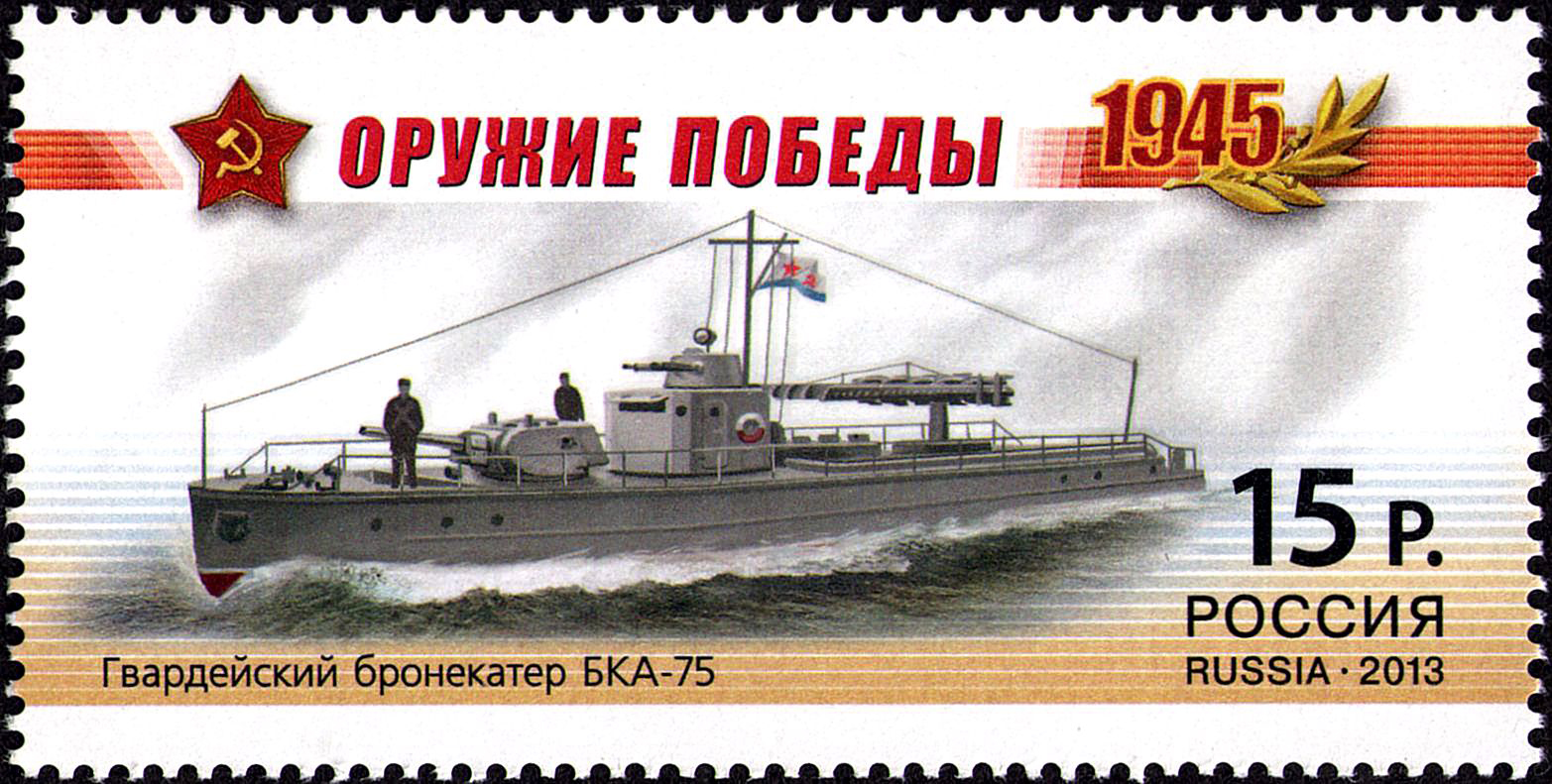
Estampilla rusa de 2013, con el cañonero fluvial blindado soviético Proyecto 1125 BKA-75. Lanzado en 1940, sirvió con la Flotilla del Ládoga, la Flotilla del Volga, la Flotilla del mar de Azov, y la Flotilla del Danubio. En 1943, al BKA-75 se le otorgó el estatuto de Unidad de la Guardia.

Durante la década de 1930, la Armada Soviética empezó a desarrollar pequeños cañoneros fluviales blindados, o "tanques fluviales". Estos barcos tenían un desplazamiento de 26 t a 48 t, al estar armados con torretas de tanques.
Entre 1934 y 1945 estuvieron en servicio tres clases, con un total de 210 buques:
- Proyecto 1124: su armamento estándar inicial fueron dos torretas de T-28 o de T-34, cada una armada con un cañón de 76,2 mm y una ametralladora coaxial DT, así como dos ametralladoras antiaéreas DShK. En algunos casos, la torreta de popa era reemplazada por una rampa del lanzacohetes Katiusha.
- Proyecto 1125: armado con una torreta de T-28 o T-34, con cañón de 76,2 mm y ametralladora coaxial DT, así como cuatro ametralladoras antiaéreas DShK.
- S-40: armado con una torreta de T-34, con cañón de 76,2 mm y ametralladora coaxial DT, así como cuatro ametralladoras antiaéreas DShK.

Con tripulaciones de 10 a 20 marineros, los "tanques fluviales" tenían un blindaje con un espesor de 4 mm hasta 14 mm y una eslora de 23 m hasta 25 m. Fueron ampliamente utilizados en el mar Báltico y el mar Negro entre 1941 y 1945.  

### Guerra de Vietnam

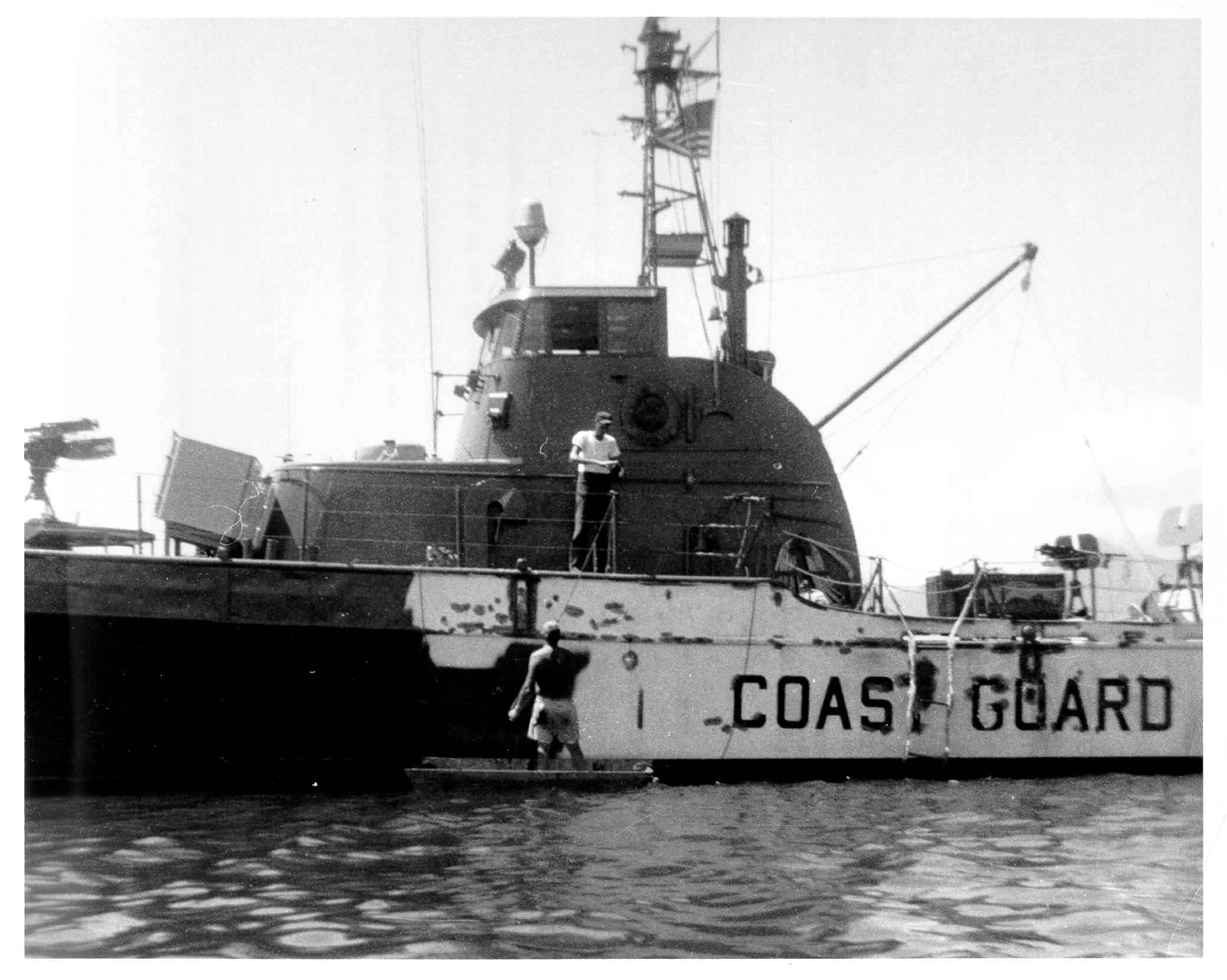
El Point Gammon es camuflado con una capa de pintura color gris oscuro en Da Nang, octubre de 1965, para su conversión de guardacosta a patrullero fluvial en la guerra de Vietnam.

Los cañoneros fluviales estadounidenses empleados en la guerra de Vietnam incluían a los Botes Patrulleros Fluviales (PBR, Patrol Boat, River) con casco de fibra de vidrio, las Embarcaciones Patrulleras Rápidas (PCF, Patrol Craft Fast), conocidas también como Botes Swift, con casco de aluminio y los Botes Patrulleros de Apoyo de Asalto (ASPB, Assault Support Patrol Boat) con casco de acero. Los cúteres Clase Point de 25 m de eslora de la Guardia Costera de Estados Unidos complementaban a estos navíos de la Armada de los Estados Unidos. 
Los ASPB eran usualmente llamados "botes Alfa" y principalmente efectuaban operaciones de dragado de minas a lo largo de los cursos de agua, por ser construidos íntegramente de acero y llevar blindaje. También fueron las únicas embarcaciones fluviales de la Armada estadounidense específicamente diseñadas y construidas para la guerra de Vietnam. Todos estos botes fueron asignados a la Flota de agua marrón de la Armada estadounidense.

## Ejemplares sobrevivientes
- USS Cairo, expuesto en el Parque Militar Nacional de Vicksburg, Misisipi.
- BAP América, buque museo en Iquitos, Perú.